# کاوشگر فایل

کاوشگر فایل ویندوز 11

جستجوگر فایل یا کاوشگر فایل (به انگلیسی: File Explorer) یک نرم‌افزار مدیریت فایل یا فایل منیجر است که قبلاً با عنوان جستجوگر یا کاوشگر ویندوز (Windows Explorer) شناخته می‌شد از ویندوز ۹۵ به سیستم‌عامل ویندوز شرکت مایکروسافت اضافه شده‌است.
این نرم‌افزار یک رابط گرافیکی برای مدیریت و دسترسی به سیستم فایل فراهم می‌کند. کنترل سیستم‌عامل بدون این نرم‌افزار هم ممکن است اما این نرم‌افزار به نوعی گذار از Command Prompt بود و قابلیت‌های گرافیکی را به ویندوز افزود.
این نرم‌افزار در فهرست C:\Windows واقع شده و شما به راحتی و با تایپ explorer.exeو یا به سادگی کلمه Explorer در ویندوز شل و ویندوز پاورشل به آن دسترسی داشته باشید.